# Ralph, Albert & Sydney
Ralph, Albert & Sydney è un disco di Ralph McTell, registrato dal vivo tra maggio e agosto del 1976 alla Royal Albert Hall e alla Sydney Opera House (il nome dell'artista e i nomi mutuati dalle sale in cui si tennero i concerti formano il titolo dell'album). Fu pubblicato dalla Warner Bros. nel 1977.
Le registrazioni ritraggono McTell da solo, intento a proporre il meglio del repertorio dei suoi primi anni di carriera (tra cui i brani Michael in the Garden, Zimmerman Blues, First Song, nonché Streets of London, successo internazionale e suo brano più conosciuto), accompagnandosi con chitarra folk, armonica a bocca e pianoforte.
La ripubblicazione dell'album in CD nel giugno del 1999, a cura della Leola Music, comprende brani che non erano stati inseriti nell'originale LP della Warner.

## Tracce

### LP originale
Tutte le canzoni sono di Ralph McTell.
Lato A
1. First Song – 2:43
2. Grande Affaire – 4:42
3. Big Tree – 3:01
4. Michael In The Garden – 4:31
5. Dry Bone Rag – 2:11
6. Zimmerman Blues – 4:54
7. Maginot Waltz – 3:26
8. Five Knuckle Shuffle – 1:31

Lato B
1. When I Was A Cowboy – 4:13
2. Let Me Down Easy – 3:51
3. Naomi – 3:18
4. Sylvia – 3:33
5. Streets Of London – 4:35
6. Sweet Mystery – 3:24
7. Winnie's Rag – 2:38
8. Waltzing Matilda – 0:54

### Riedizione in CD
Tutte le canzoni sono di Ralph McTell.
1. Don't Let Your Deal Go Down – 3:33
2. Nanna's Song – 3:27
3. Nettle Wine – 3:22
4. Lunar Lullaby – 5:01
5. First Song – 2:43
6. Grande Affaire – 4:42
7. Big Tree – 3:01
8. Michael In The Garden – 4:31
9. Dry Bone Rag – 2:11
10. Zimmerman Blues – 4:54
11. Maginot Waltz – 3:26
12. Five Knuckle Shuffle – 1:31
13. When I Was A Cowboy – 4:13
14. Let Me Down Easy – 3:51
15. Naomi – 3:18
16. Sylvia – 3:33
17. Streets Of London – 4:35
18. River Rising, Moon High – 3:52
19. Sweet Mystery – 3:24
20. Winnie's Rag – 2:38
21. Waltzing Matilda – 0:54